# اورلیو مویانو
اورلیو مویانو (انگلیسی: Aurelio Moyano؛ ۱ اوت ۱۹۳۸ – ۳ ژوئیهٔ ۲۰۲۰) بازیکن فوتبال اهل آرژانتین بود.
از باشگاه‌هایی که در آن بازی کرده‌است می‌توان به باشگاه فوتبال کن و باشگاه فوتبال آژاکسیو اشاره کرد.